# مرکز درمانی هداسا

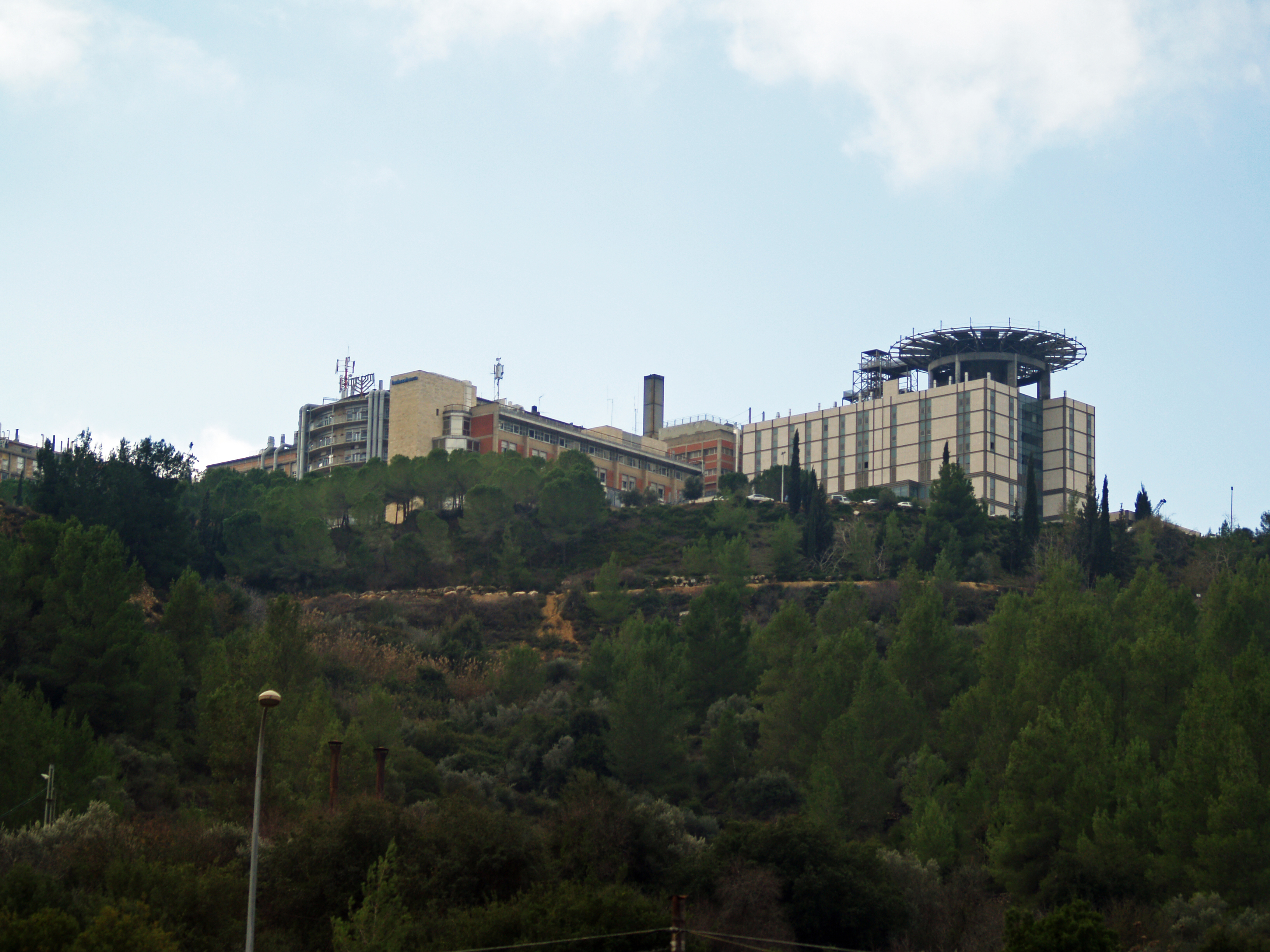
نمایی از بیمارستان هداسا بر روی کوه اسکوپوس.

مرکز درمانی هداسا (در عبری: מרכז רפואי הדסה، هداسا نام عبری استر ملکه ایران و همسر خشایارشا پادشاه هخامنشی است)، یکی از بیمارستان‌های دانشگاهی اسرائیل است که در سال ۱۹۳۴ میلادی به‌وسیله هنریتا سولد و گروهی از پزشکان یهودی در شهر اورشلیم تأسیس گردید. مرکز درمانی هداسا به خاطر خدمات ناتبعیضگرانه در درمان بیماران اسرائیلی یا فلسطینی، نامزد دریافت جایزهٔ صلح نوبل شد.
بیمارستان هداسا در دو شعبه خود در شرق (قسمت عرب نشین) و غرب اورشلیم، به خدمت به بیماران عرب و یهودی می‌پردازد. مرکز درمانی هداسا، بخشی از مجموعه بیمارستان‌های دانشگاهی اسرائیل است که با دانشکده علوم پزشکی دانشگاه عبری اورشلیم همکاری می‌کند. طراح اصلی مرکز درمانی هداسا، اریک مِندلسون، معمار یهودی‌تبار آلمانی بود.
در دو بیمارستان هداسا بر روی کوه اسکوپوس و در محله عین کارم اورشلیم، بیش از ده هزار دستگاه علمی، پزشکی و درمانی نصب شده که ارزش آنها بر یکصد میلیون دلار بالغ می‌شود.

## کشتار کاروان مرکز درمانی هداسا
در ماه مارس ۱۹۴۷ میلادی، عبدالقدیر الحسینی رهبر نیروهای عرب در اورشلیم تهدید کرد که بیمارستان و مرکز درمانی هداسا را منفجر خواهد کرد. وی هرگز نتوانست به وعده خود در منفجر کردن بیمارستان عمل کند اما هراز چندگاهی به بیماران عرب و یهودی که به بیمارستان می‌رفتند یا از بیمارستان برمی‌گشتند حملاتی انجام می‌گرفت. بدترین این حملات در روز ۱۳ آوریل ۱۹۴۸ روی داد که به کشتار کاروان مرکز درمانی هداسا مشهور شد.
در صبحگاه روز ۱۳ آوریل ۱۹۴۸، نیروهای تحت فرمان عبدالقدیر الحسینی با حمله به کاروان پزشکان، پرستاران، دانشجویان رشته پزشکی و خدمه بیمارستان، ۷۷ تن ازآنان را به قتل رساندند. این حمله که به کشتار کاروان مرکز درمانی هداسا مشهور شد.

## امکانات

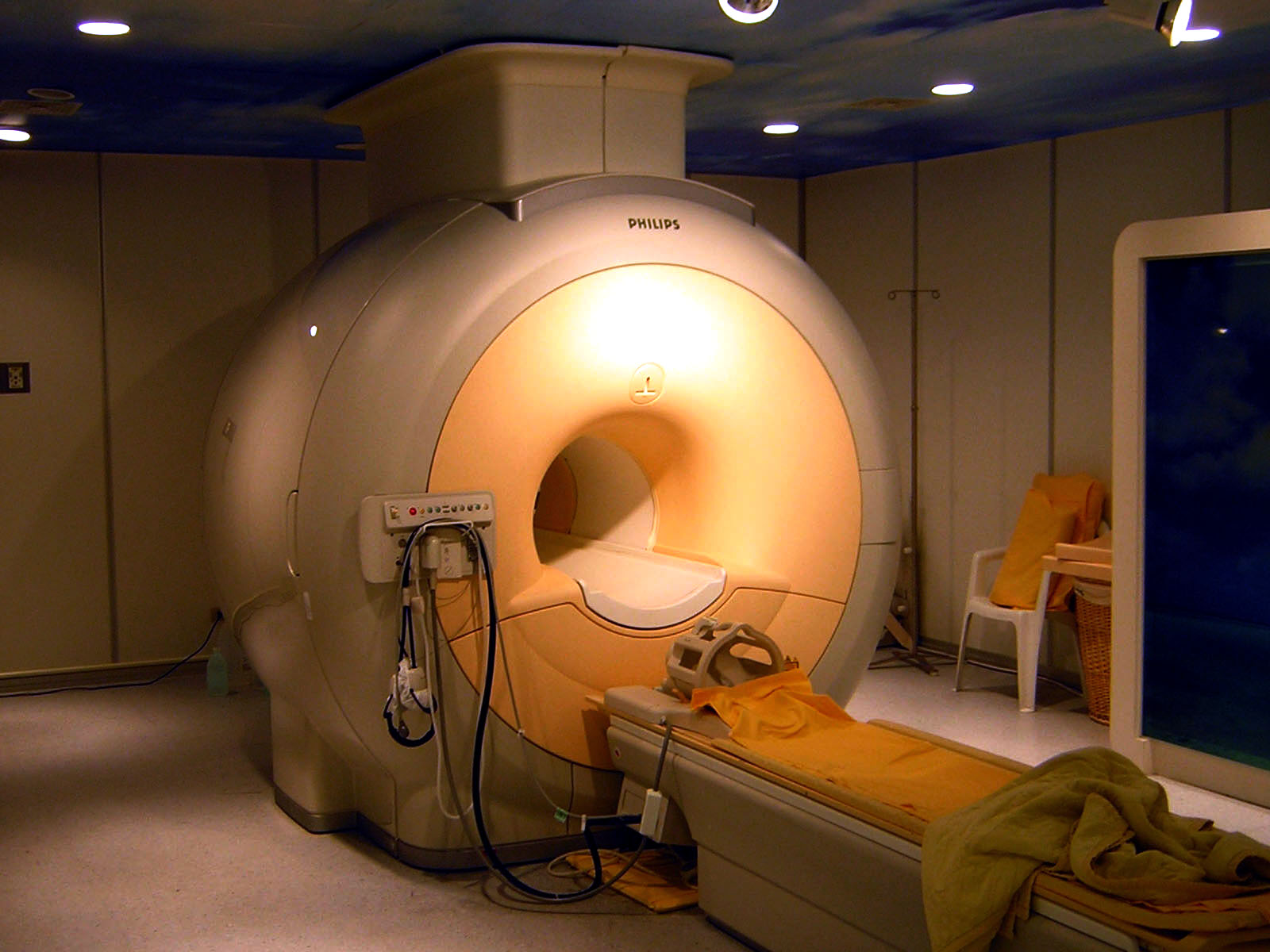
یک دستگاه پویشگر ام‌آرآی ۳ تسلا فیلیپس اچیوا که در بیمارستان هداسا مورد استفاده قرار می‌گیرد.

مرکز درمانی هداسا یکی از نخستین بیمارستان‌های دنیا بود که دستگاه مقطع‌نگاری رایانه‌ای (سی‌تی اسکن) را در سال ۱۹۷۷ میلادی در مرکز درمانی هداسا راه‌اندازی کرد. امروزه هداسا در هر دو شعبه خود در شرق و غرب اورشلیم دارای یکی از پیشرفته‌ترین دستگاه‌های مقطع‌نگاری رایانه‌ای در سراسر جهان است. این دستگاه قادر است بدن انسان را در ۶۴ مقطع بررسی و عکس‌برداری کند.
هداسا دارای دستگاه مقطع‌نگاری رایانه‌ای دیگری نیز هست که با کمک پرتوهای رادیواکتیو به نابودی غده‌های بدخیم سرطانی در بدن می‌پردازد.
هداسا نخستین بیمارستان در سراسر جهان بود که در آن دستگاه موسوم به مقطع‌نگاری با نشر پوزیترون نصب و راه اندازی شد و هنوز هم یگانه بیمارستان در جهان است که در کنار این دستگاه با کمک یک سیکلوترون (اتم شکن) می‌تواند بدون هیچگونه فوت وقت، مواد رادیوئی-شیمیائی مورد نیاز آن را تولید کند و در اختیار دستگاه قراردهد. این واقعیت در تشخیص و درمان پزشکی گاهی سرنوشت ساز است زیرا عمر برخی مواد رادیوئی–شیمیائی بسیار کوتاه است و اگر این ماده به موقع به دستگاه رسانده نشود، کارآئی خود را از دست می‌دهد.
هداسا در نصب و راه اندازی دستگاه ام‌آرآی نیز یکی از پیشگامان منطقه خاورمیانه و بسیاری دیگر از کشورهای جهان است. امروز هداسا دارای دو دستگاه ثابت ام‌آرآی و یک دستگاه سیار است. با کمک این دستگاه‌ها می‌توان در همان حالی که عمل جراحی جریان دارد، از قشرهای بدن و اعضای داخلی آن عکس‌های بسیار دقیق تهیه کرد.